# Alessia Crippa
Alessia Crippa (26 juni 2000) is een Italiaans skeletonster.

## Carrière
Crippa maakt in het seizoen 2019/20 haar wereldbekerdebuut en eindigde dat seizoen als 32e. In het seizoen 2020/21 deed ze aan meer wereldbekerwedstrijden mee en werd 15e.

## Resultaten

### Wereldkampioenschappen
| Jaar | Plaats       | Resultaat                        |
| ---- | ------------ | -------------------------------- |
| 2020 | Altenberg    | 22e Individueel 14e Gemengd team |
| 2021 | Altenberg    | 22e Individueel 9e Gemengd team  |
| 2023 | Sankt Moritz | 27e Individueel 10e Gemengd team |

### Wereldbeker
Eindklasseringen
| Seizoen   | Rang |
| --------- | ---- |
| 2019/2020 | 32e  |
| 2020/2021 | 15e  |
| 2021/2022 | 23e  |
| 2022/2023 | 29e  |